# Harry Reid
Harry Mason Reid Jr. (2. prosince 1939 Searchlight, Nevada – 28. prosince 2021 Henderson, Nevada) byl americký politik za Demokratickou stranu. V letech 1987 až 2017 byl senátorem USA za stát Nevada, přičemž v letech 2007 až 2015 působil jako vůdce Senátní většiny a v letech 2005 až 2007 a opět v letech 2015 až 2017 vůdce Senátní menšiny.
V letech 1969 až 1971 byl členem nevadského Státního shromáždění. Od roku 1971 do roku 1975 pak působil jako nevadský viceguvernér, když jej do funkce v roce 1971 jmenoval guvernér Mike O'Callaghan. V letech 1977 až 1981 byl členem nevadské komise pro hraní, která se zabývá regulací kasín. V letech 1983 až 1987 působil jako člen Sněmovny reprezentantů za nevadský první okrsek.
V roce 1986 byl zvolen senátorem poté, co ve volbách porazil kandidáta Republikánské strany a dosavadního nevadského senátora Paula Laxalta. V letech 1992, 1998, 2004 a 2010 pak svůj senátorský mandát obhájil. V roce 2017 se stal nejdéle sloužícím senátorem za Nevadu v historii státu.
Od roku 1959 byl ženatý, měl celkem pět dětí. Zemřel v prosinci 2021 na rakovinu.